# Evert Huttunen

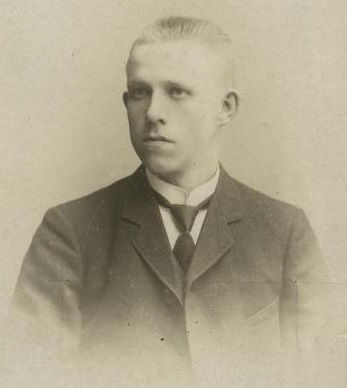
Evert Huttunen

Evert Johan Valdemar Huttunen, född 8 maj 1884 i Toksovo, Ingermanland, död 29 mars 1924 i Helsingfors, var en finländsk tidningsman och politiker. 
Huttunen arbetade först som affärsbiträde i Viborg och reste 1905–1907 omkring som agitator för socialdemokratiska partiet, inträdde 1907 i redaktionen för arbetartidningen Työ i Viborg och var dess chefredaktör 1911–1918. Han invaldes 1916 i Finlands lantdag och var vid sidan av Matti Paasivuori socialdemokraternas ende representant i rumpparlamentet efter finska inbördeskriget. Huttunen spelade en framträdande roll vid förhandlingarna mellan den finländska och den ryska arbetarrörelsen 1917, men hörde 1918 till upprorslinjens främsta motståndare. Han var 1920–1922 chefredaktör för Uusi Aika i Björneborg och verkade från 1922 som riksdagskåsör för Suomen Sosialidemokraatti.